# Flightcase

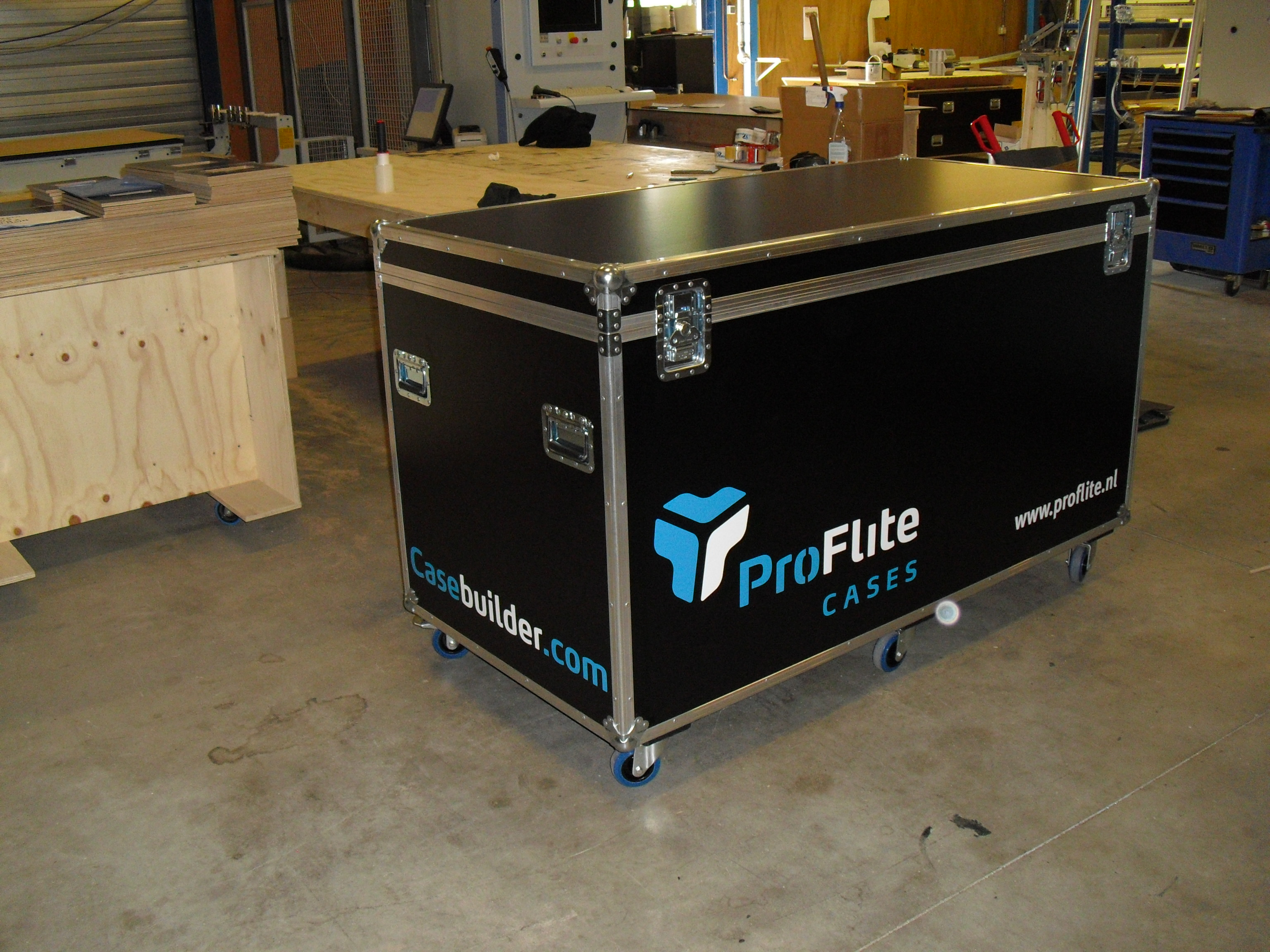
Flightcase

Een flightcase is een type verpakking met kenmerkende eigenschappen. Een flightcase wordt gebruikt in de meest uiteenlopende toepassingen, maar voornamelijk om producten in te vervoeren. 
Een flightcase is te herkennen aan zijn kenmerkende profielen om de hoeken en randen te beschermen. Vaak zitten er op een flightcase robuuste sluitingen. Flightcases worden in allerlei toepassingen gebruikt, dit komt door de veelzijdigheid, het robuuste karakter en het gemak waarmee ze op maat gemaakt worden. 
Onderdelen waar een flightcase uit bestaat:
- Plaatmateriaal
- Aluminium profielen (sluit en hoekprofiel)
- (Bal)hoeken
- Sluitingen (vlindersloten) en/of scharnieren
- (optioneel) Schuim afwerking aan de binnenkant